# الوبراس
الوبراس (به اسپانیایی: Alobras) یک شهرستان در اسپانیا است که در استان تروئل واقع شده‌است.

## خصوصیات
الوبراس ۳۰ کیلومترمربع مساحت و ۸۵ نفر جمعیت دارد.